# 宣要寺 (江戸川区)
宣要寺（せんようじ）は、東京都江戸川区北小岩にある日蓮宗の寺院。山号は妙法華山。旧本山は大本山法華経寺（中山門流）、親師法縁。日限満願日蓮大菩薩像を祀る。本堂前の松は「瑞鳳の松」として知られる。

## 歴史
応安3年（1370年）四月八日、浄行阿闍梨日祐（中山法華経寺3世）の隠居寺として創建された。

## 境内
- 本堂
- 瑞鳳の松
- 梵鐘 - 藤原定篤の作という。
- 永井荷風の句碑

## 文化財等
江戸川区登録有形文化財・歴史資料の「柴又帝釈天石造道標」を所蔵する。天保4年（1833年）建立の石塔で、側面に「帝釈従是二十余町」と刻まれ、もとは元佐倉道にあった柴又帝釈天へ道標とされる。
寺宝に天保11年（1840年）刻の法華経二十八品御鬮版木、安政6年（1859年）刻の略縁起版木を所蔵する。

## 交通アクセス
- 京成小岩駅南口より徒歩9分（経路案内）。

## 関連文献
- 「通史編 第七章 江戸時代 第十二節 街道と関所 三 区内の街道と古い道 元佐倉道と佐倉街道」『江戸川区史』 第一巻、江戸川区、1976年3月、468-470頁。